# 大橋志吉
大橋 志吉（おおはし ゆきよし、1959年4月10日 - ）は、日本の脚本家。静岡県出身。横浜放送映画専門学院卒業（4期）。松竹シナリオ研究所1期生。

## 来歴・人物
主にアニメの脚本、シリーズ構成を中心に担当している。劇場版『ポケットモンスター』シリーズの併映短編のシナリオは大橋のものであることが多い。
かつては日本放送作家協会に所属しており、規約委員副委員長を務めた。2025年現在は退会している。日本脚本家連盟所属。

## 参加作品

### テレビアニメ
1981年
- うる星やつら（ - 1986年）

1982年
- おちゃめ神物語コロコロポロン
- 銀河烈風バクシンガー

1983年
- みゆき（ - 1984年）
- ななこSOS

1984年
- 北斗の拳（ - 1988年）
- チックンタックン

1985年
- ゲゲゲの鬼太郎（第3作）

1986年
- Oh!ファミリー

1987年
- きまぐれオレンジ☆ロード
- 燃えるお兄さん

1988年
- 魁!!男塾
- 電脳警察サイバーコップ
- 鉄拳チンミ

1989年
- かりあげクン
- ひみつのアッコちゃん（第2作）
- たいむとらぶるトンデケマン!

1990年
- からくり剣豪伝ムサシロード
- 平成天才バカボン
- 魔法のエンジェルスイートミント

1991年
- DRAGON QUEST -ダイの大冒険-
- 丸出だめ夫

1992年
- 幽☆遊☆白書（ - 1994年、シリーズ構成）

1993年
- 剣勇伝説YAIBA

1995年
- マクロス7
- 愛天使伝説ウェディングピーチ
- 空想科学世界ガリバーボーイ
- モジャ公（ - 1997年）

1996年
- 赤ちゃんと僕
- ゲゲゲの鬼太郎（第4作）

1997年
- ポケットモンスター（ - 2002年）
- はいぱーぽりす
- キューティーハニーF

1998年
- ひみつのアッコちゃん（第3作）
- 剣風伝奇ベルセルク
- ビーストウォーズII 超生命体トランスフォーマー

1999年
- ビーストウォーズネオ 超生命体トランスフォーマー

2000年
- 妖しのセレス（シリーズ構成）
- トランスフォーマー カーロボット

2001年
- ヒカルの碁（ - 2003年、シリーズ構成）

2002年
- 釣りバカ日誌（ - 2003年）
- ポケットモンスター アドバンスジェネレーション（ - 2006年）

2003年
- ポケットモンスター サイドストーリー（ - 2004年）
- 冒険遊記プラスターワールド
- コロッケ!（ - 2005年）

2004年
- アガサ・クリスティーの名探偵ポワロとマープル

2006年
- ポケットモンスター ダイヤモンド&パール（ - 2010年）

2009年
- たまごっち!（ - 2012年）

2010年
- ポケットモンスター ベストウイッシュ（ - 2012年）

2012年
- ポケットモンスター ベストウイッシュ シーズン2
- たまごっち! ゆめキラドリーム（ - 2013年）

2013年
- たまごっち! みらくるフレンズ（ - 2014年）
- ポケットモンスター ベストウイッシュ シーズン2 エピソードN
- ポケットモンスター ベストウイッシュ シーズン2 デコロラアドベンチャー
- ポケットモンスター XY（ - 2015年）

2014年
- GO-GO たまごっち!（ - 2015年）

2015年
- ポケットモンスター XY&Z（ - 2016年）

### 劇場アニメ
1991年
- 月光のピアス ユメミと銀のバラ騎士団

1993年
- 劇場版 幽☆遊☆白書

1994年
- 劇場版 幽☆遊☆白書 冥界死闘篇 炎の絆

1997年
- るろうに剣心 -明治剣客浪漫譚- 維新志士への鎮魂曲

2001年
- ピカチュウのドキドキかくれんぼ

2002年
- ピカピカ星空キャンプ

2003年
- おどるポケモンひみつ基地

2012年
- メロエッタのキラキラリサイタル

### OVA
1989年
- Hi-SPEED JECY

1991年
- シャコタン☆ブギ（ - 1992年）

1993年
- 今日から俺は!!（ - 1997年）

2005年
- けろけろけろっぴの恐竜がでた

### ドラマCD
- マクロス7 ドッキングフェスティバル 歌は銀河を救う（脚本）